# L'Échappée littéraire
L'Échappée littéraire des lycéens et apprentis de Bourgogne-Franche-Comté est un prix littéraire créé en 2005, remis par des lycéens et apprentis établis dans la région Bourgogne. Depuis l'édition 2016-2017, la sélection des jurés est étendue à la Franche-Comté, dans le cadre de la réforme des régions françaises de 2015 et la création de la Bourgogne-Franche-Comté.
Le prix est créé en 2005 par le Conseil régional de Bourgogne, alors présidé par François Patriat. Dans un premier temps, seul des romans sont récompensés, puis des bandes dessinées depuis l'édition 2011-2012. À l'édition 2014-2015, ce sont 15 502 élèves qui ont participé au prix.

## Lauréats

### Romans
- 2005-2006 : Yasmina Khadra pour L'Attentat
- 2006-2007 : Valérie Sigward pour La Fugue
- 2007-2008 : Mark Maggiori pour Helmet Boy
- 2008-2009 : Nadine Monfils pour Nickel Blues
- 2009-2010 : Gilles Legardinier pour L'Exil des anges
- 2010-2011 : Blandine Le Callet pour La Bataille de Lila K
- 2011-2012 : Nicole Roland pour Kosaburo, 1945
- 2012-2013 : Léonor de Récondo pour Rêves oubliés
- 2013-2014 : Sandrine Collette pour Nœuds d'acier
- 2014-2015 : Faïza Guène pour Un homme, ça ne pleure pas
- 2015-2016 : Saphia Azzeddine pour Bilqis
- 2016-2017 : Guillaume Guéraud pour Shots
- 2017-2018 : Claire Castillon pour Rebelles, un peu
- 2024 - 2025 : Arièle Butaux pour Le Cratère

### Bandes dessinées
- 2011-2012 : Thierry Murat et Anne-Laure Bondoux pour Les Larmes de l'assassin
- 2012-2013 : Boulet et Pénélope Bagieu pour La Page blanche
- 2013-2014 : Jean-Luc Loyer pour Sang noir
- 2014-2015 : Christian De Metter pour Rouge comme la neige
- 2015-2016 : Julien Revenu pour Ligne B
- 2016-2017 : Cyril Bonin pour The Time Before
- 2017-2018 : Navie et Carole Maurel pour Collaboration horizontale